# بلا دي ناغي
بلا دي ناغي (بالإنجليزية: Bela De Nagy)‏ هو مبارز بالسيف أمريكي، ولد في 13 يوليو 1893، وتوفي في 27 أغسطس 1945 في مانهاتن في الولايات المتحدة.

## وصلات خارجية
- بلا دي ناغي على موقع أوليمبيديا (الإنجليزية)